# 熊本県立苓洋高等学校
熊本県立苓洋高等学校（くまもとけんりつ れいようこうとうがっこう）は、熊本県天草郡苓北町富岡にあった県立の高等学校。

## 設置学科
- 普通科
  - 総合コース
- 海洋開発科（水産に関する学科）
  - 海洋コース
  - 栽培コース
- 水産食品科（水産に関する学科）

## 沿革
- 1948年（昭和23年）4月 - 熊本県立天草農業高等学校富岡分室として開校。漁業課程を設置。
- 1949年（昭和24年）4月 - 男女共学となる。
- 1954年（昭和29年）4月 - 熊本県立天草水産高等学校として独立。漁業・製造・増殖の3コースを設置。
- 1957年（昭和32年）4月 - 水産製造科を設置。
- 1960年（昭和35年）4月 - 熊本県立水産高等学校と改称。
- 1962年（昭和37年）4月 - 水産増殖科を設置。
- 1969年（昭和44年）4月 - 漁業科を漁業経営科と改称。
- 1970年（昭和45年）4月 - 家政科を設置。
- 1973年（昭和48年）4月 - 漁業経営科を漁業科と改称。
- 1982年（昭和57年）4月 - 漁業科を海洋漁業科、増殖科を栽培漁業科と改称。
- 1992年（平成4年）4月 - 校名を熊本県立苓洋高等学校に変更。普通科・情報処理科・海洋開発科（海洋コース、増殖コース）・水産食品科の4学科体制となる。
- 2002年（平成14年）4月 - 情報処理科を廃止、普通科を普通科総合コースとし、3学科体制となる。
- 2015年（平成27年）4月 - 募集停止。熊本県立河浦高等学校園芸科学科、熊本県立苓明高等学校と統合し熊本県立天草拓心高等学校となる。
- 2017年（平成29年）3月 - 閉校。